# Gustaf von Dardel
Gustaf Fredrik Nils von Dardel, född 8 maj 1882, död 15 februari 1974, var en svensk diplomat. Han var kusin med konstnären Nils Dardel och son till Georges Albert von Dardel.

## Biografi
Dardel tog hovrättsexamen 1904 och blev därefter attaché i Utrikesdepartementet 1905, andre sekreterare 1907, förste sekreterare 1910 och legationssekreterare i Kristiania 1913. Därefter blev han legationssekreterare i Petrograd 1916 och minister i Haag 1919. Därefter var han från 1921 envoyé i Bryssel, från 1922 även sidoackrediterad i Luxemburg. Dardel utnämndes till kammarjunkare 1909 och 1915 till kammarherre.
1940 blev Dardel tillförordnad chef för utrikesdepartementets personalavdelning, och var 1941-1949 svenskt sändebud i Köpenhamn. Han utgav 1953 självbiografin Lyckliga hov - stormiga år.
von Dardel gifte sig 1910 med Eva Lindman, dotter till statsminister Arvid Lindman.

## Utmärkelser

### Svenska utmärkelser
- Konung Gustaf V:s jubileumsminnestecken med anledning av 90-årsdagen, 1948.[9]
- Konung Gustaf V:s jubileumsminnestecken med anledning av 70-årsdagen, 1928.[10]
- Kommendör med stora korset av Nordstjärneorden, 17 november 1931.[11]
- Kommendör av första klassen av Nordstjärneorden, 6 juni 1923.[12]
- Riddare av Nordstjärneorden, 1917.[13]

### Utländska utmärkelser
- Storkorset av Belgiska Leopoldsorden, tidigast 1925 och senast 1928.[14][15]
- Storkorset av Belgiska Kronorden, tidigast 1921 och senast 1925.[7][14]
- Storkorset av Bulgariska Civilförtjänstorden, tidigast 1921 och senast 1925.[7][14]
- Storkorset med briljanter av Danska Dannebrogorden, tidigast 1945 och senast 1947.[16][17]
- Storkorset av Finlands Lejons orden, tidigast 1945 och senast 1947.[16][17]
- Storkorset av Luxemburgska Ekkronans orden, tidigast 1931 och senast 1935.[10][18]
- Storkorset av Luxemburgska Adolf av Nassaus civil- och militärförtjänstorden, tidigast 1935 och senast 1940.[18][19]
- Riddare av storkorset av Nederländska Oranien-Nassauorden, tidigast 1945 och senast 1947.[16][17]
- Storofficer av Nederländska Oranien-Nassauorden, tidigast 1921 och senast 1925.[7][14]
- Storkorset av Påvliga Sankt Sylvesters orden, tidigast 1931 och senast 1935.[10][18]
- Kommendör av första klassen av Finlands Vita Ros’ orden, tidigast 1918 och senast 1921.[7][20]
- Kommendör av andra klassen av Norska Sankt Olavs orden, tidigast 1915 och senast 1918.[5][20]
- Riddare av andra klassen av Preussiska Kronorden, tidigast 1918 och senast 1921.[7][20]
- Riddare av tredje klassen av Preussiska Kronorden, senast 1910.[21]
- Riddare av andra klassen av Ryska Sankt Stanislausorden, senast 1910.[21]
- Officer av Italienska Sankt Mauritius- och Lazarusorden, tidigast 1910 och senast 1915.[5][21]
- Riddare av Portugisiska orden da Conceição, senast 1910.[21]
- Riddare av tredje klassen av Ryska Sankt Annas orden, senast 1910.[21]
- Innehavare av Haakon VII:s frihetskors, tidigast 1947 och senast 1950.[9][17]